# ロン・ライト (野球)
ロナルド・ウェイド・ライト（Ronald Wade Wright, 1976年1月21日 - ）は、アメリカ合衆国・ユタ州出身の元プロ野球選手（一塁手）。右投右打。

## 球歴
1994年にドラフト7巡目でアトランタ・ブレーブスに入団。
1996年8月28日にデニー・ネーグル獲得のための交換要員の1人としてピッツバーグ・パイレーツに移籍、その後シンシナティ・レッズ、タンパベイ・デビルレイズのマイナーを経て2001年オフにシアトル・マリナーズと契約する。
2002年4月14日に行われたテキサス・レンジャース戦に、怪我をしたエドガー・マルティネスの代役として指名打者で登場した。3打席に立ったが3打数無安打で、その内容は三振、三重殺、併殺打と全く良いところがなかった。
マイナー通算で145本塁打を放った強打者であったが、メジャーの出場はこの1試合のみであり、「メジャーで三重殺を打った最も打数の少ない選手」である。
その後は2004年までマイナーリーグや独立リーグで現役を続けた後、引退後にアイダホ州立大学で薬学の学位を取得し、故郷のユタ州で薬剤師として働いている。

## 詳細情報

### 年度別打撃成績 (MLB)
| 年 度     | 球 団     | 試 合 | 打 席 | 打 数 | 得 点 | 安 打 | 二 塁 打 | 三 塁 打 | 本 塁 打 | 塁 打 | 打 点 | 盗 塁 | 盗 塁 死 | 犠 打 | 犠 飛 | 四 球 | 敬 遠 | 死 球 | 三 振 | 併 殺 打 | 打 率 | 出 塁 率 | 長 打 率 | O P S |
| --------- | --------- | ----- | ----- | ----- | ----- | ----- | -------- | -------- | -------- | ----- | ----- | ----- | -------- | ----- | ----- | ----- | ----- | ----- | ----- | -------- | ----- | -------- | -------- | ----- |
| 2002      | SEA       | 1     | 3     | 3     | 0     | 0     | 0        | 0        | 0        | 0     | 0     | 0     | 0        | 0     | 0     | 0     | 0     | 0     | 1     | 1        | .000  | .000     | .000     | .000  |
| 通算：1年 | 通算：1年 | 1     | 3     | 3     | 0     | 0     | 0        | 0        | 0        | 0     | 0     | 0     | 0        | 0     | 0     | 0     | 0     | 0     | 1     | 1        | .000  | .000     | .000     | .000  |

### 背番号
- 26 (2002年)